# KAKUGO
「KAKUGO」（かくご）は、INFINITY16の10作目のシングル。2011年12月21日にFar Eastern Tribe Recordsから発売された。

## 収録曲
1. KAKUGO welcomez 若旦那
2. あなたがそばに居てくれたから welcomez Metis
3. KAKUGO [inst]
4. あなたがそばに居てくれたから [inst]

| スタブアイコン | サブスタブ | この項目は、まだ閲覧者の調べものの参照としては役立たない、シングルに関連した書きかけの項目です。この項目を加筆・訂正などしてくださる協力者を求めています（P:音楽/PJ:楽曲）。 |